# Asturská kuchyně

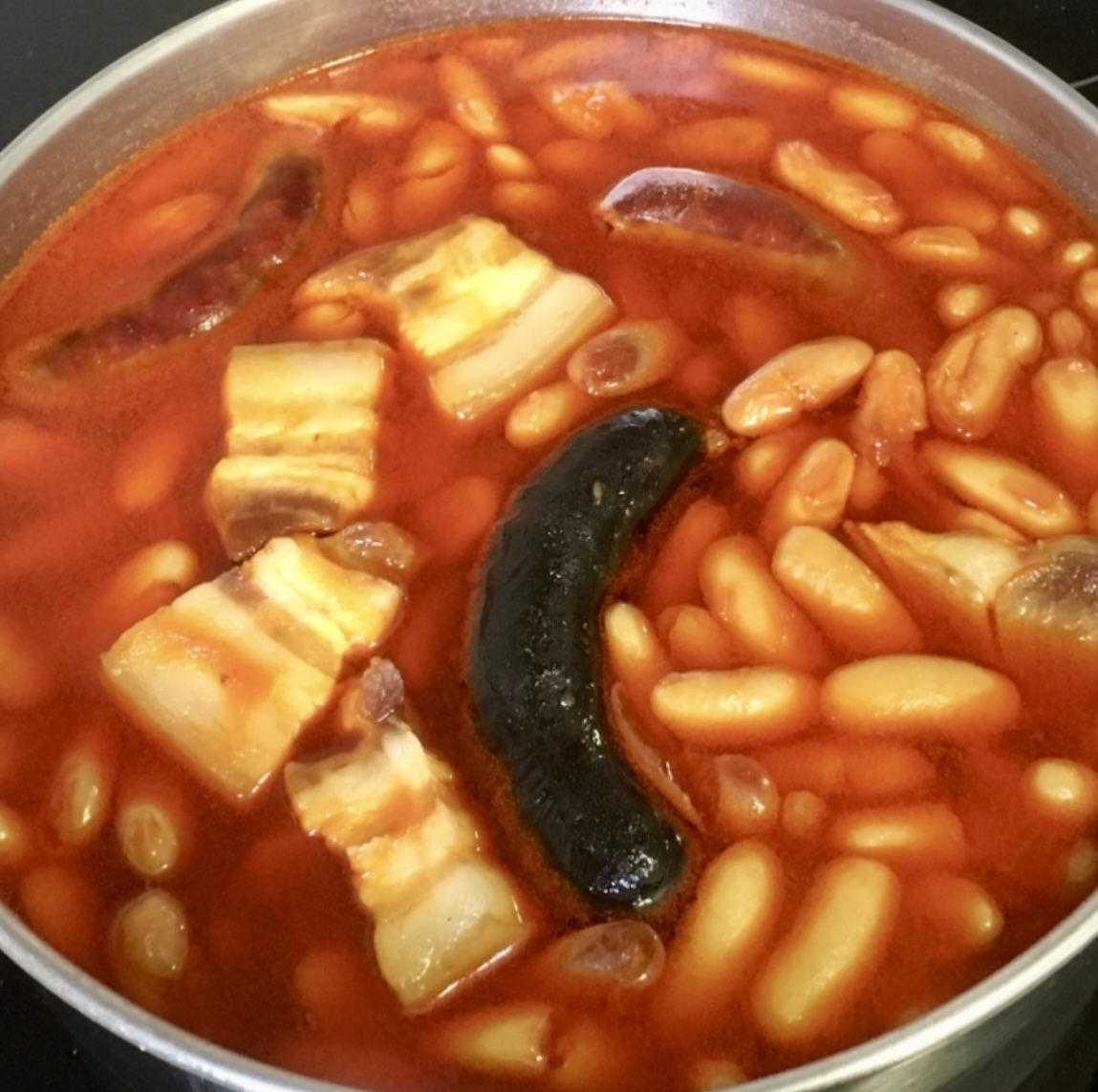
Fabada asturiana

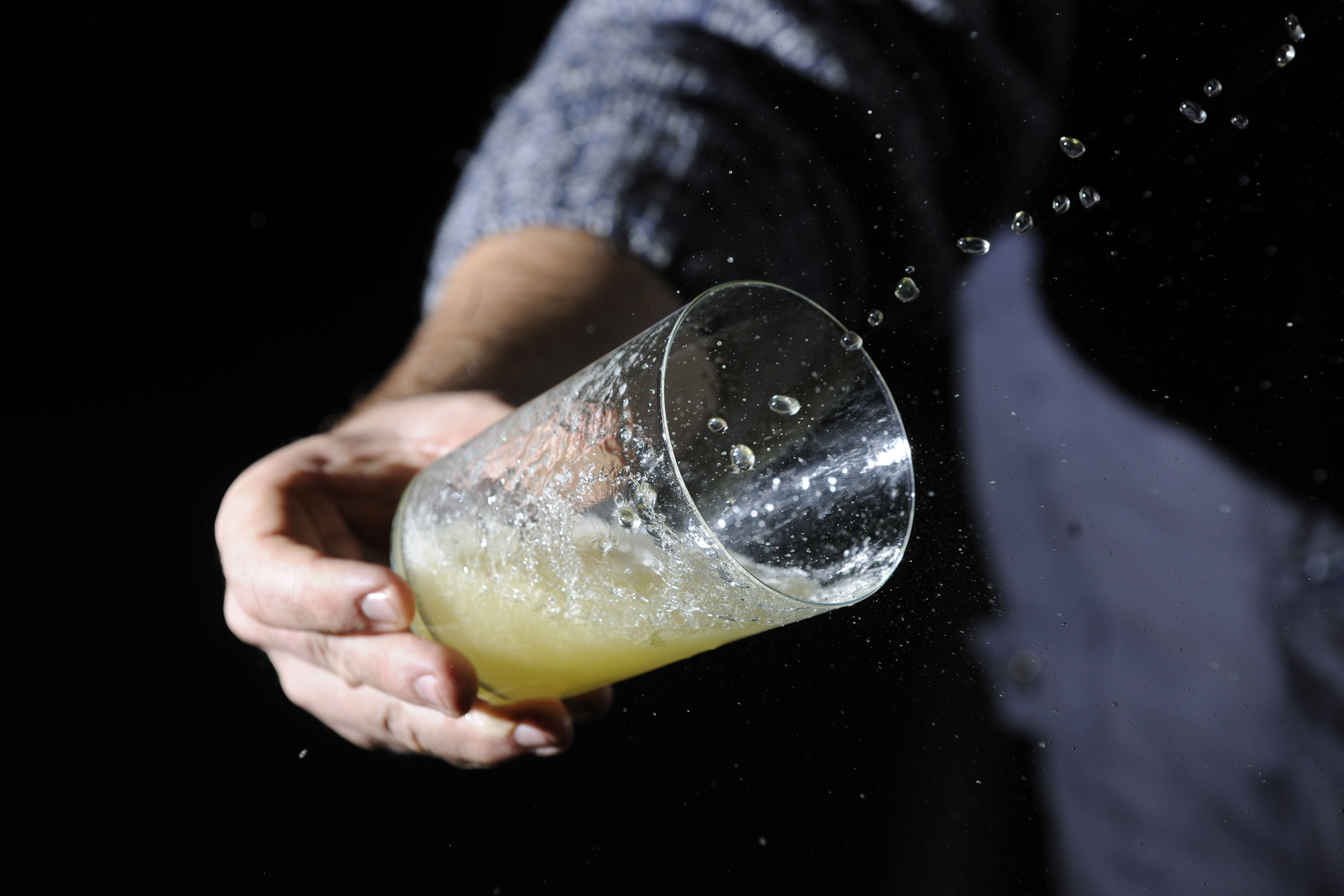
Sidra

Asturská kuchyně (astursky gastronomía d'Asturies, španělsky gastronomía de asturias) je tradiční kuchyní Asturského knížectví na severu Španělska. Asturská kuchyně vychází z dlouhé tradice místní lidové stravy, ovlivněné především přírodními podmínkami, na jedné straně Atlantským oceánem, díky kterému se v Asturii využívá mnoho mořských ryb a mořských plodů, na druhé straně Kantaberským pohořím, z jehož postav pochází mléko i maso, a které je známé především svým asturským horským skotem.

## Příklady asturských pokrmů a nápojů
- Fabada asturiana, nejspíše nejznámější asturský pokrm. Základem jsou bílé fazole, podávané s paprikovou klobásou chorizo, krvavou klobásou morcilla a pancetou (neuzenou slaninou).
- Sidra, nejspíše nejznámější asturský nápoj. Je to alkoholický nápoj z jablek, v Asturii typicky podávaný ve vysokých zelených lahvích. Je zvykem ho podávat tak, že se z lahve do menší sklenice lije z vysoké výšky, aby byl perlivější.
- Cachopo, plátek z telecího masa plněný šunkou a sýrem.
- Bollos preñaos, malé světlé chleby plněné chorizem.
- Frixuelos, tenké bramborové placky.
- Pote asturiano, dušený pokrm z brambor, kapustových listů a vepřového masa.
- Arroz con lleche, rýžový pudink.
- Borrachinos, kousky chleba smažené v těstíčku z vajec, vína a cukru.
- Casadiella, dezert s ořechovou náplní.
- V asturských horách se vyrábí celá řada sýrů, například Afuega'l pitu, Cabrales, Casín, de Gamonéu nebo de Los Beyos.
- V oblasti Cangas je provozováno vinařství.[1]

## Galerie

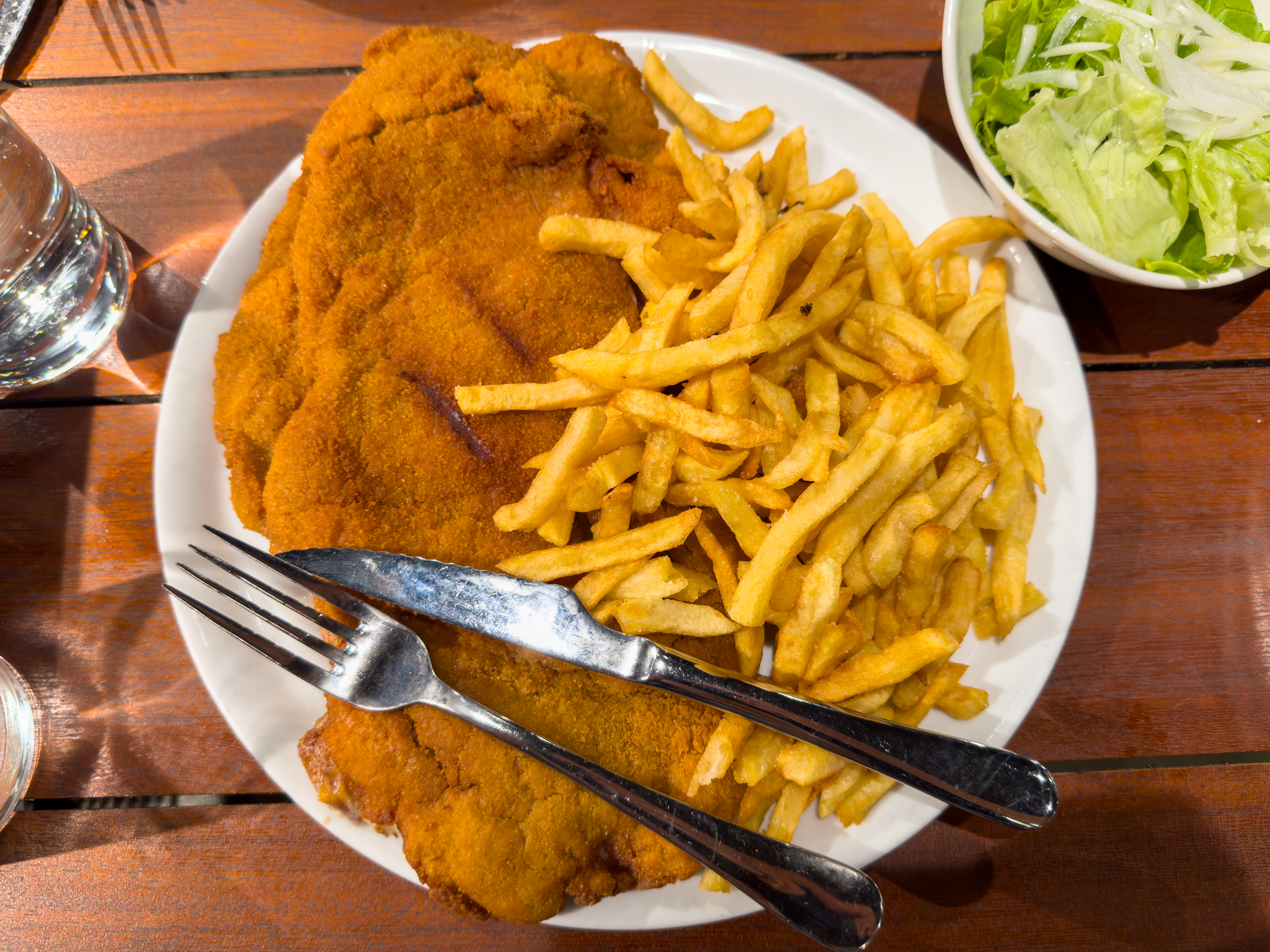
Cachopo s hranolky
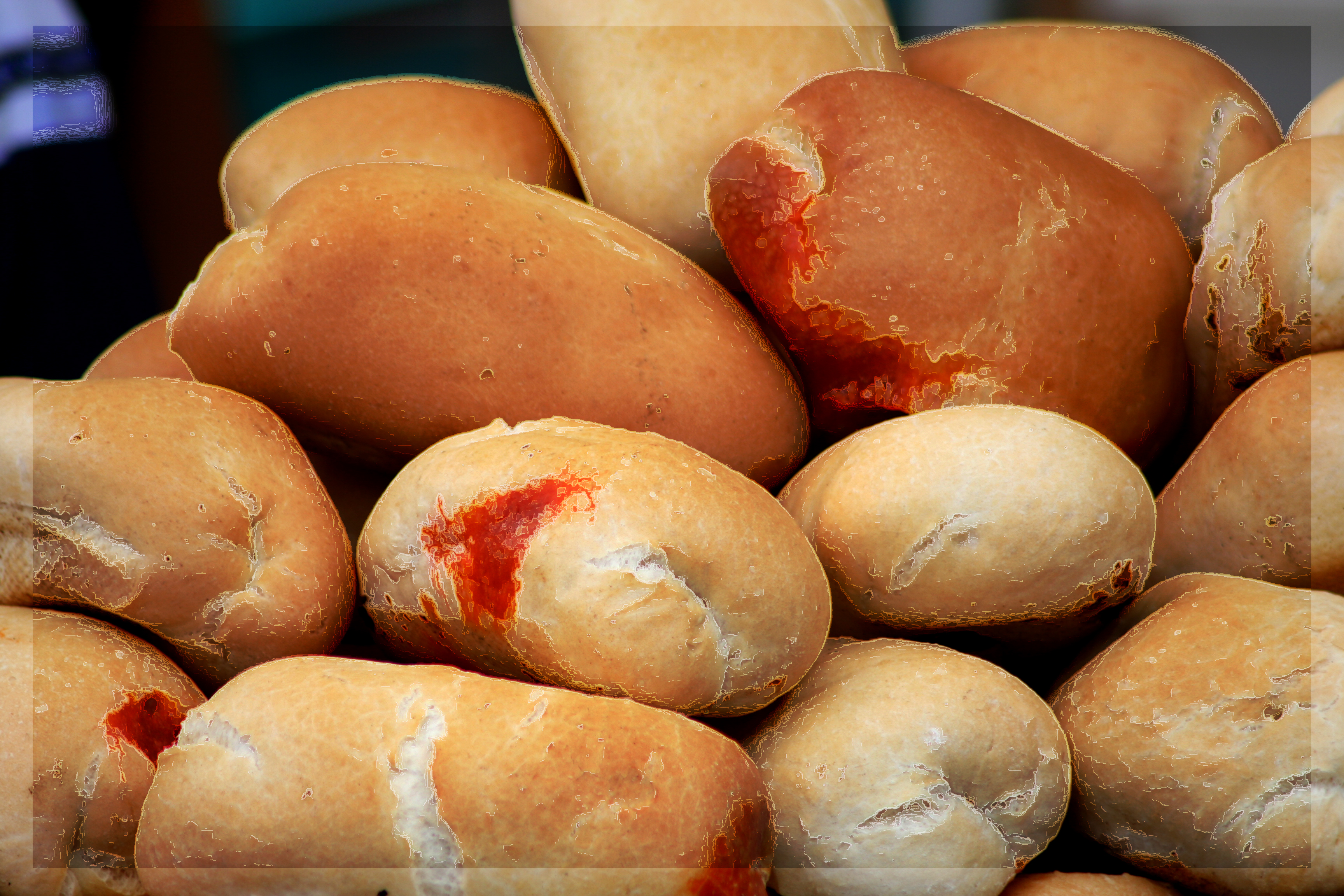
Bollos prenaos
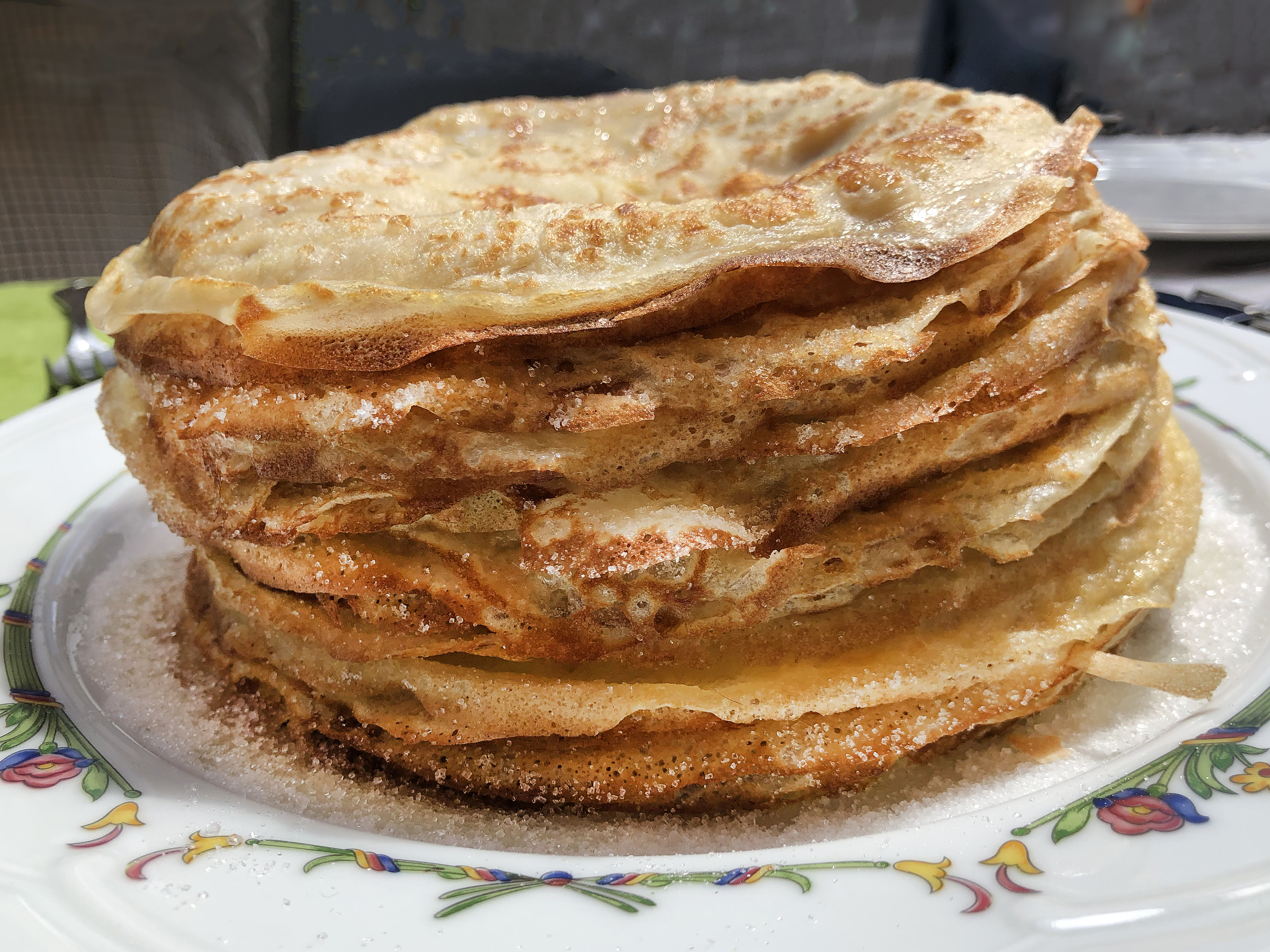
Frixuleos
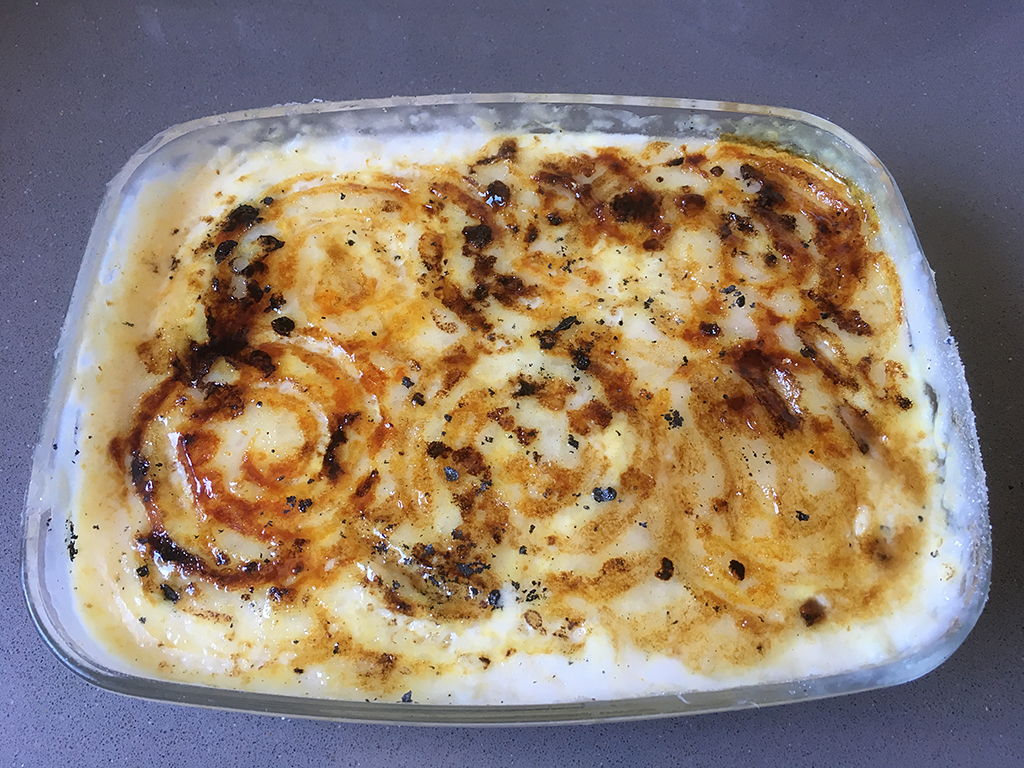
Arroz con lleche
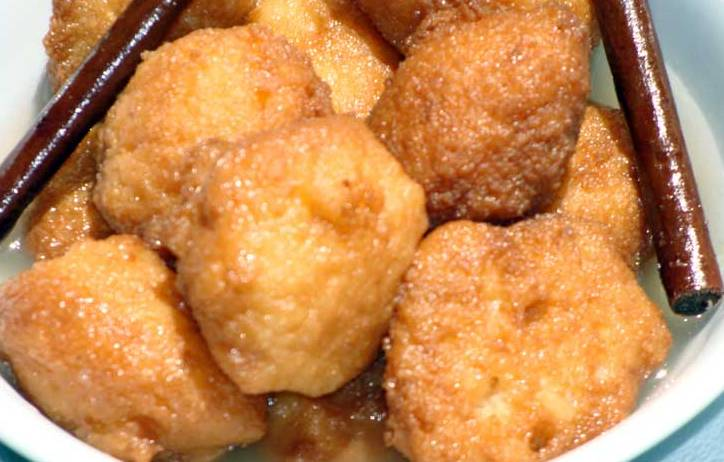
Borrachinos
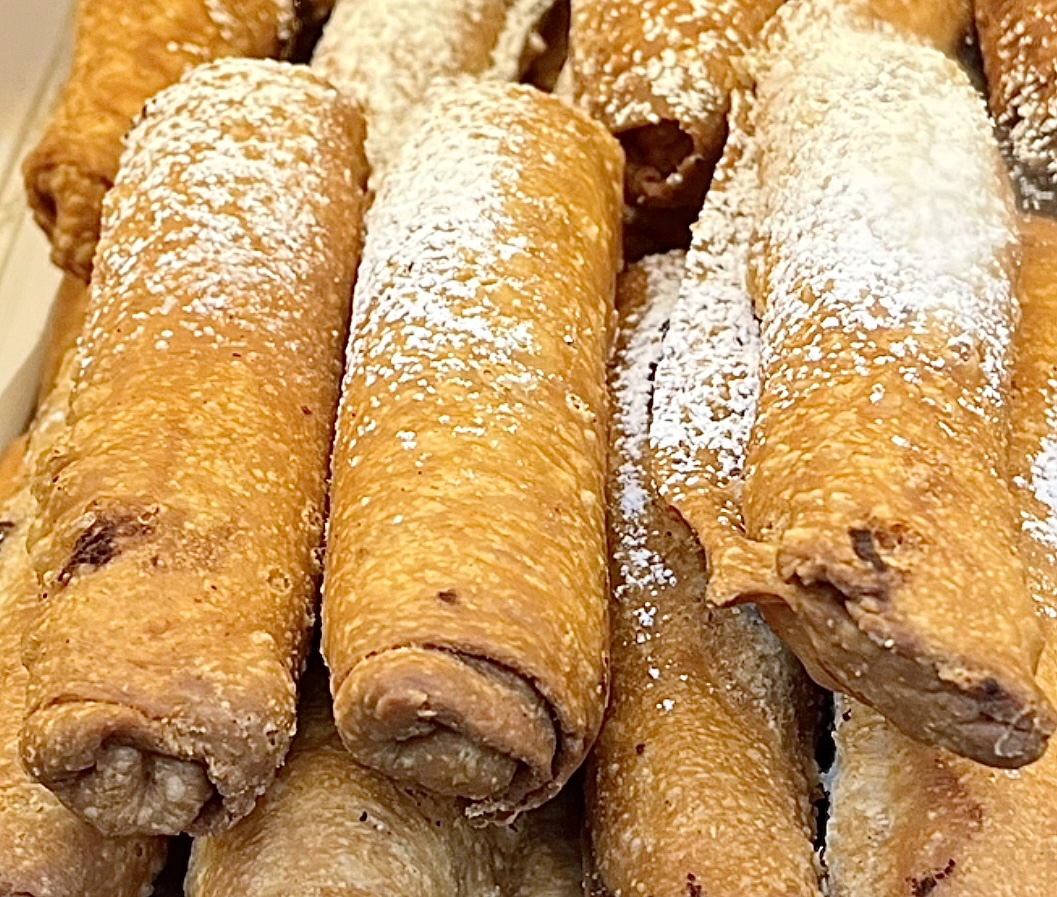
Casadielles